# Carebara colobopsis
Carebara colobopsis (лат.) — вид мелких муравьёв рода Carebara из подсемейства мирмицины (Crematogastrini, Myrmicinae, Formicidae). Эндемик Камбоджи. Carebara colobopsis — единственный вид в роде, у которого солдаты имеют усечённую фрагмотическую (пробковидную) голову.

## Описание
Мелкие муравьи желтоватого цвета. Голова крупных рабочих (солдат) очень большая, примерно в 1,3 раза длиннее своей ширины, имеет усечённую фрагмотическую (пробковидную) форму. Длина тела составляет 1—3 мм, длина головы солдат равна 0,82—0,86 мм (ширина головы солдат — 0,63—0,64 мм), длина головы рабочих равна 0,36—0,38 мм (ширина головы — 0,30—0,31 мм). Заднебоковые края выступающие с шипами (рогами). Усики рабочих состоят из 9 члеников и имеют булаву из двух вершинных сегментов. Проподеум с зубцами. Скапус короткий, длина его у рабочих равна 0,23—0,24 мм (у солдат 0,23—0,30 мм). Мандибулы с 5 зубцами. Фасеточные глаза очень мелкие (состоят из 1 омматидия), оцеллии отсутствуют. Стебелёк между грудью и брюшком состоит из двух члеников: петиолюса и постпетиолюса (последний чётко отделён от брюшка).

## Систематика и этимология
Вид был описан в 2022 году по материалам из Камбоджи японскими мирмекологами Shingo Hosoishi, и Seiki Yamane. Вид включён в видовую группу C. acutispina group. Относят к трибе Crematogastrini. Carebara colobopsis — единственный вид в роде, у которого солдаты имеют усечённую спереди фрагмотическую (пробковидную) голову. Есть ещё несколько видов Carebara, у которых голова фрагмотической касты не усечена. Афротропический вид Carebara phragmotica имеет диморфную подкасту солдат. Один из типов солдат имеет уплощённо-щитовидную форму головы, а другой — обычную. К другим афротропическим видам относятся Carebara lilith Fischer, Azorsa & Hita Garcia, 2015 и Carebara elmenteitae (Patrizi, 1948). Азиатские виды Carebara butteli (Forel, 1913) и Carebara nayana (Sheela & Narendran, 1997) имеют фрагмотических солдат с вдавленной морфологией головного щита, а солдаты с типичной головой не известны. Азиатская Carebara lamellifrons (Forel, 1902) известна только по её фрагмотическому голотипу-королеве. Фрагмотическая голова у C. colobopsis больше похожа на таковую у Crematogaster cylindriceps W. M. Wheeler, 1927 (Малайзия), Pheidole lamia W. M. Wheeler, 1901 (Мексика, США) и Tetraponera phragmotica Ward, 2006 (Мадагаскар), чем на таковую у других фрагмотических видов Carebara.
Видовое название C. colobopsis происходит от имени рода муравьёв Colobopsis, обладающих сходной усечённой спереди пробковидной головой, которой они затыкают вход в своё древесное гнездо.